# Blajmil
Blajmil este o comună din departamentul Kankossa, Regiunea Assaba, Mauritania, cu o populație de 12.931 locuitori.